# CFR Marfă
CFR Marfă – państwowe przedsiębiorstwo kolejowe w Rumunii.
Początkowo funkcjonowało jako dział frachtowy Căile Ferate Române (CFR) został wydzielony w 1998 roku stając się niezależnym przedsiębiorstwem.
W kwietniu 2013 r. pod naciskiem MFW, w celu reformacji sektora państwowego, rząd rumuński zaoferował sprzedaż 51% udziałów w CFR Marfă  W maju 2013 r. wpłynęły trzy oferty; z OmniTRAX, SC Grup Feroviar Român oraz partnerstwa pomiędzy Transferoviar Grup i Donau- Finanz. Rząd odrzucił wszystkie trzy oferty.  We wrześniu 2013 r. 51% udziałów w CFR Marfă zostało sprzedanych spółce Grup Feroviar Român za 202 mln euro, chociaż pełna płatność została odroczona do czasu zatwierdzenia transakcji przez organy ochrony konkurencji. 
CFR Marfă przynosi duże straty. W 2013 roku spodziewało się straty 47 milionów euro; w 2012 r. straciła 20 mln euro przy zarobkach w wysokości 288,8 mln euro. Od 2007 roku nie odnotowało zysku. W ramach prywatyzacji rząd rumuński przyznał CFR Marfă 606 mln lei (137 mln euro) zadłużenia z tytułu infrastruktury kolejowej. 